# Boana caipora
Boana caipora é uma espécie de anfíbio da família Hylidae. Endêmica do Brasil, onde pode ser encontrada na Serra do Mar nos municípios Pilar do Sul, Sete Barras e São Miguel Arcanjo, no estado de São Paulo.